# روری مک‌کین
روری مک‌کین (به انگلیسی: Rory McCann؛ زاده ۲۴ آوریل ۱۹۶۹) بازیگر اهل اسکاتلند است. وی از سال ۱۹۹۹ میلادی تاکنون مشغول فعالیت بوده‌است. عمده شهرتش بخاطر بازی در نقش جنگجوی صورت زخمی به نام سندور کلگین در سریال بازی تاج و تخت بوده‌است. مک‌کین پیش از بازیگری، در زمینه نقاشی و نجاری مشغول به کار بود.

## فیلم‌شناسی

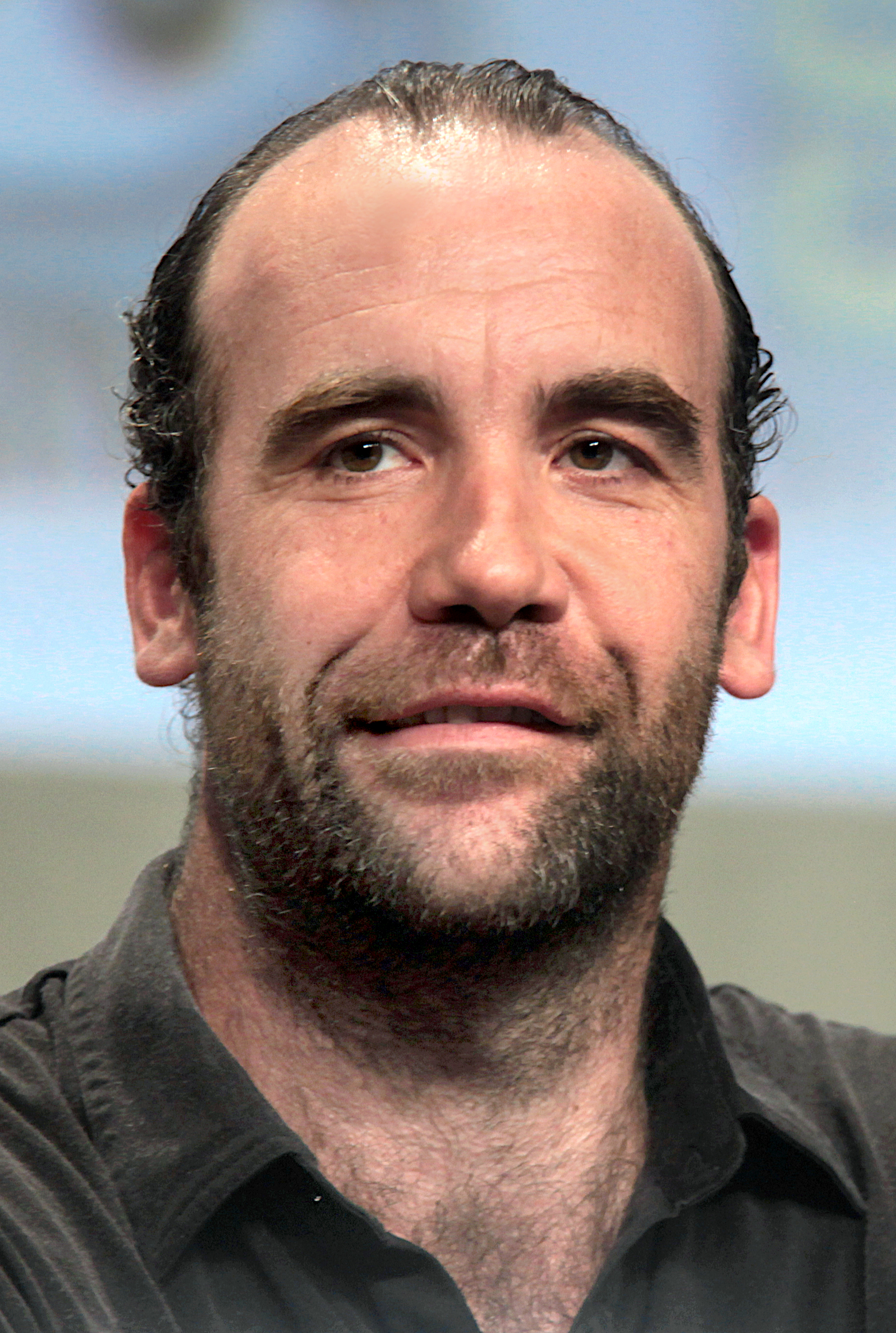
مک‌کین در سال ۲۰۱۴

### فیلم
- اسکندر (۲۰۰۴)
- شصت و شش (۲۰۰۶)
- بیوولف و گرندل (۲۰۰۶)
- پلیس خفن (۲۰۰۷)
- سولومون کین (۲۰۰۹)
- برخورد تایتان‌ها (۲۰۱۰)
- فصل جادوگری (۲۰۱۱)
- غرب آهسته (۲۰۱۵)
- تریپل اکس: بازگشت زندر کیج (۲۰۱۷)
- جومانجی:مرحله بعدی (۲۰۱۹)

### سریال
- گروه کتاب (۲۰۰۲–۲۰۰۳)
- وضعیت فعلی (۲۰۰۳)
- بی‌شرم (۲۰۰۶–۲۰۱۳)
- قهرمانان و خیانتکاران (۲۰۰۷–۲۰۰۸)
- تبعید (۲۰۱۵)
- بازی تاج‌وتخت (۲۰۱۱–۲۰۱۹)